# Darevskia rostombekovi
Darevskia rostombekovi är en ödleart som beskrevs av  Ilya Sergeevich Darevsky 1957. Darevskia rostombekovi ingår i släktet Darevskia och familjen lacertider. IUCN kategoriserar arten globalt som starkt hotad. Inga underarter finns listade i Catalogue of Life.